# Jogi Zsebkönyvek
Jogi Zsebkönyvek – Nagyváradon az 1920-as évek elején indult jogi ismeretterjesztő és törvénymagyarázó sorozat. Csak 2. kötete ismeretes, Czeglédy Miklós két társszerzővel, Bárdos Imrével és Ion Predoviciuval közösen szerkesztett munkája: Az agrárreform törvény végrehajtási rendelete Erdély-, Bánát-, Körös-völgy- és Máramarosra vonatkozólag (Nagyvárad, 1921).